# Erpodium coronatum
Erpodium coronatum är en bladmossart som beskrevs av Mitten 1869. Erpodium coronatum ingår i släktet Erpodium och familjen Erpodiaceae. Inga underarter finns listade i Catalogue of Life.